# Угледно
Угледно е село в Североизточна България. То се намира в община Омуртаг, област Търговище.

## Религии
Селото основно е заселено с помаци